# Équipe de Singapour féminine de football
Cet article traite de l'équipe féminine. Pour l'équipe masculine, voir Équipe de Singapour de football.
Maillots
L'équipe de Singapour féminine de football est une sélection des meilleures joueuses de football de Singapour, sous l'égide de la Fédération de Singapour de football.
La sélection termine troisième de la Coupe d'Asie féminine de football en 1977 et 1981. Néanmoins elle n'a participé à aucune phase finale de la Coupe du monde féminine de football.

## Classement FIFA
| Année              | 2003 | 2004 | 2005 | 2006 | 2007 | 2008 | 2009 | 2010 | 2011 | 2012 | 2013 | 2014 | 2015 | 2016 | 2017 | 2018 | 2019 | 2020       | 2021 | 2022 | 2023 | 2024 |
| ------------------ | ---- | ---- | ---- | ---- | ---- | ---- | ---- | ---- | ---- | ---- | ---- | ---- | ---- | ---- | ---- | ---- | ---- | ---------- | ---- | ---- | ---- | ---- |
| Classement mondial | 87   | 90   | 88   | 98   | 95   | 91   | 82   | 128  | 97   | 97   | 85   | 100  | 141  | 98   | 89   | 118  | 124  | Non classé | 134  | 134  | 137  | 138  |